# Ley de todo o nada
En fisiología, la ley de todo o nada (a veces el principio de todo o nada o la ley de todo o nada ) es el principio según el cual, si se estimula una sola fibra nerviosa, ésta dará siempre una respuesta máxima y producirá un impulso eléctrico de amplitud única. Si se aumenta la intensidad o la duración del estímulo, la altura del impulso seguirá siendo la misma. La respuesta de la fibra nerviosa puede ser máxima o nula.

Fue establecido por primera vez por el fisiólogo estadounidense Henry Pickering Bowditch en 1871 para la contracción del músculo cardíaco .
Un choque de inducción produce una contracción o no la produce según su fuerza; si lo hace, produce la mayor contracción que puede producir cualquier fuerza de estímulo en las condiciones del músculo en ese momento.
Más tarde, Keith Lucas descubrió que este principio estaba presente en el músculo esquelético en 1909. Las fibras nerviosas individuales también responden a la estimulación según el principio de todo o nada.

## Aislamiento del potencial de acción.
La primera vez que se registró el aislamiento de un único potencial de acción fue realizada por Edgar Adrian en 1925 a partir de un conjunto de fibras musculares transversales. Utilizando un amplificador de válvula de triodo termoiónico con amplificación 1850, Adrian observó que cuando la preparación muscular se dejaba colgar, producía oscilaciones; sin embargo, cuando se apoyaba, no se producía tal actividad. Más tarde, con la ayuda de Yngve Zotterman, Adrian aisló y estimuló una fibra sensorial. Los impulsos externos de la fibra eran uniformes: "tan simples como los puntos del código Morse". 

## Relación entre estímulo yrespuesta.

Mientras el estímulo alcance el umbral, se daría la respuesta completa. Un estímulo mayor no da como resultado una respuesta mayor, y viceversa.

La magnitud del potencial de acción establecido en cualquier fibra nerviosa es independiente de la intensidad del estímulo excitador, siempre que éste sea adecuado. Un estímulo eléctrico de intensidad inferior al umbral no provoca un potencial de espiga propagado. Si su intensidad es igual o superior al umbral, se produce una espiga (impulso nervioso) de máxima magnitud. O bien la fibra individual no responde con la producción de espigas, o bien responde al máximo de su capacidad en las condiciones del momento. Esta propiedad de la fibra nerviosa única se denomina relación todo o nada. Esta relación sólo es válida para la unidad de tejido; para el tejido nervioso, la unidad es la célula nerviosa, para el músculo esquelético, la unidad es la fibra muscular individual y para el corazón, la unidad son las aurículas enteras o los ventrículos enteros.
Sin embargo, los estímulos demasiado débiles para producir una espiga establecen un electrotono local, la magnitud del potencial electrónico aumenta progresivamente con la fuerza del estímulo, hasta que se genera una espiga. Esto demuestra la relación de todo o nada en la producción de espigas.
La explicación anterior se refiere a la respuesta de una sola fibra nerviosa. Si se estimula un tronco nervioso, a medida que el estímulo excitador aumenta progresivamente por encima de un umbral, responde un mayor número de fibras. El estímulo mínimo eficaz (es decir, el umbral) sólo es adecuado para las fibras de alta excitabilidad, pero un estímulo más fuerte excita todas las fibras nerviosas. Aumentar aún más el estímulo aumenta la respuesta de todo el nervio.
El músculo cardíaco es excitable, es decir, responde a estímulos externos contrayéndose. Si el estímulo externo es demasiado débil, no se obtiene respuesta; si el estímulo es adecuado, el corazón responde lo mejor que puede. En consecuencia, las aurículas o los ventrículos se comportan como una sola unidad, de modo que un estímulo adecuado normalmente produce una contracción completa de las aurículas o los ventrículos. La fuerza de la contracción obtenida depende del estado en el que se encuentran las fibras musculares. En el caso de las fibras musculares, la fibra muscular individual no responde en absoluto si el estímulo es demasiado débil. Sin embargo, responde máximamente cuando el estímulo alcanza el umbral. La contracción no aumenta si se aumenta aún más la fuerza del estímulo. Los estímulos más fuertes ponen en acción más fibras musculares y, por lo tanto, la tensión de un músculo aumenta a medida que aumenta la fuerza del estímulo que se le aplica.